# Santa María el Aserradero
Santa María el Aserradero är en ort i Mexiko.   Den ligger i kommunen Tlachichuca och delstaten Puebla, i den sydöstra delen av landet, 190 km öster om huvudstaden Mexico City. Santa María el Aserradero ligger 2 839 meter över havet och antalet invånare är 557.
Terrängen runt Santa María el Aserradero är kuperad åt nordväst, men åt sydost är den bergig. Runt Santa María el Aserradero är det ganska tätbefolkat, med 120 invånare per kvadratkilometer. Närmaste större samhälle är Ciudad Serdán, 11,2 km sydväst om Santa María el Aserradero. Trakten runt Santa María el Aserradero består till största delen av jordbruksmark.